# Distrito Histórico de College Hill (Providence)
El Distrito Histórico de College Hill está ubicado en el vecindario de College Hill en la ciudad Providence, la capital del estado de Rhode Island (Estados Unidos). Fue designado Distrito Histórico Nacional el 30 de diciembre de 1970. El distrito histórico local de College Hill, establecido en 1960 (y ampliado en 1990), se superpone parcialmente al distrito histórico nacional. Las propiedades dentro del distrito histórico local están reguladas por la ordenanza de zonificación del distrito histórico de la ciudad y no pueden modificarse sin la aprobación de la Comisión del Distrito Histórico de Providence.

## Historia
El área marca el asentamiento original de Roger Williams en 1636 a orillas del río Providence después de que fuera expulsado de Massachusetts. El sitio original de la granja de Williams se encuentra cerca del Monumento Nacional Roger Williams, un pequeño parque cerca del río. Muchos de los nombres de las calles marcan la ubicación de las franjas originales de tierras de cultivo propiedad de los primeros colonos, como Wickenden Street, Arnold Street y Angell Street. Muchas casas coloniales victorianas y estadounidenses, como Stephen Hopkins House, permanecen en el área.
La Universidad Brown, la Escuela Moses Brown, la Escuela Wheeler y la Escuela de Diseño de Rhode Island están en lo alto de la colina, lo que le da su nombre. Thayer Street es un destino popular cercano con cafeterías, galerías, tiendas y restaurantes. Muchas iglesias también se encuentran en el área, incluida la Primera Iglesia Bautista de América de Roger Williams y la Iglesia Congregacional Central. El distrito de Hill está atravesado por Benefit Street, que se construyó como un "beneficio" para la comunidad y se extendía perpendicularmente cruzando las franjas originales de la propiedad. The Old State House y Providence Athenaeum, la cuarta biblioteca más antigua de Estados Unidos, se encuentran en el distrito.

### Designación
El Distrito Histórico Nacional fue designado en 1960 luego de un inventario detallado del área que identificó 348 estructuras en el distrito como propiedades contribuyentes. El distrito se amplió en 1977 y 1990 a aproximadamente 945 propiedades, en su mayoría de los siglos XVIII y XIX.
El esfuerzo por establecer el distrito fue encabezado por Antoinette Downing y John Nicholas Brown II.